# Братишко, Дмитрий Кондратьевич
Дмитрий Кондратьевич Братишко (8 ноября 1909, Ростов-на-Дону, Российская империя — не ранее 10 марта 1944, Баренцево море,) — советский военачальник, капитан 3-го ранга, командир-подводник. Командуя подлодкой С-54, пропал без вести вместе с ней.

## Биография
Родился 8 ноября 1909 года городе Ростов-на-Дону. По национальности русский, член ВКП(б) с 1938 года. Окончил 8 классов в 1926 году. В 1931 году окончил Ростовский морской политехникум. На службе в РККФ с 1935 года. В 1937 году окончил Курсы командного отдела Учебного отряда подводного плавания имени Кирова в Ленинграде. В 1937 года Братишко был помощником командира лодки Щ-119. С июля 1937 года занимал командные должности, командир подводной лодки М-10 до июля 1938 года, командир Щ-134 с август 1938 года по май 1940 года, командир С-51 с май по ноябрь 1940 года.
В ноябре 1940 года Братишко был назначен командиром лодки С-54 в звании капитан-лейтенант. В 1942—1943 году под его командованием лодка в составе группы совершила трансокеанский переход через США, Панамский канал и Великобританию — с Тихоокеанского флота на Северный флот. Исправив в пути последствия аварии дизельного двигателя и пройдя ремонт в Розайте, в 1943 году лодка Братишко прибыла в Полярный, где вошла в состав 2-го дивизиона бригады ПЛ СФ. Во время Великой Отечественной войны Дмитрий Братишко совершил четыре боевых похода в ходе которых была произведена одна безрезультативная атака четырьмя торпедами, также была проведена минная разведка. Два других похода проводились с целью поиска вражеских субмарин и закончились безрезультатно. 5 марта 1944 года Братишко вышел в свой пятый боевой поход. 9 марта с лодки была получена радиограмма, после чего на приказы базы не реагировала. 1 апреля истёк срок автономности, на базу лодка так и не вернулась, вероятно, подорвавшись на мине одного из заграждений противника.

## Награды
Дмитрий Братишко в 1943 году был награжден орденом Красного Знамени.

## Память
Трансокеанскому переходу лодки С-54 посвящён киносценарий Владимира Любицкого «Где-то на той войне…».